# 张泽宇
张泽宇（1943年—），男，山东莱州人，中华人民共和国政治人物。

## 生平
早年毕业于北京钢铁学院，此后担任阳泉市人民政府副市长。1985年，担任中共长治市委副书记、长治市人民政府市长。此后改任山西省冶金工业厅厅长。1993年1月，担任太原市人民政府市长，之后升任山西省人民政府省长助理。